# سای² دلو
سای² دلو یک ستاره است که در صورت فلکی دلو قرار دارد.